# Tau Canis Majoris
Tau Canis Majoris (30 Canis Majoris) é uma estrela na direção da constelação de Canis Major. Possui uma ascensão reta de 07h 18m 42.49s e uma declinação de −24° 57′ 15.8″. Sua magnitude aparente é igual a 4.37. Considerando sua distância de 3196 anos-luz em relação à Terra, sua magnitude absoluta é igual a −5.59. Pertence à classe espectral O9Ib. É uma estrela variável β Lyrae e é membro do aglomerado aberto NGC 2362.